# Glaphyromorphus mjobergi
Glaphyromorphus mjobergi är en ödleart som beskrevs av  Einar Lönnberg och G. L. Andersson 1915. Glaphyromorphus mjobergi ingår i släktet Glaphyromorphus och familjen skinkar. Inga underarter finns listade i Catalogue of Life. Arten är uppkallad efter zoologen Eric Mjöberg och förekommer på engelska under benämningen "Mjöberg's forest dragon" eller "Atherton Tableland skink".